# Guerre russo-japonaise
Batailles
- Port-Arthur (1re)
- Chemulpo
- Yalou
- Nanshan
- Te-li-Ssu
- Incident du Hitachi Maru
- Col de Motien
- Tashihchiao
- Port-Arthur (2e)
- Hsimucheng
- Mer Jaune
- Ulsan
- Korsakov
- Liaoyang
- Cha-Ho
- Sandepu
- Mukden
- Tsushima
- Invasion de Sakhaline

La guerre russo-japonaise (japonais : 日露戦争 ; russe : ру́сско-япóнская войнá) se déroule du 8 février 1904 au 5 septembre 1905. Elle oppose l'Empire russe à l'empire du Japon, lequel, victorieux, gagna par le traité de Portsmouth la péninsule du Guandong et la moitié méridionale de l'île de Sakhaline.
Sur le plan militaire, ce conflit préfigure les guerres du XXe siècle par sa durée (un an et demi), par les forces engagées, les pertes ainsi que par l'emploi des techniques les plus modernes de l'art de la guerre (logistique, lignes de communications et renseignements ; opérations combinées terrestres et maritimes ; durée de préparation des engagements).
Sur le plan politique, l'affrontement trouve son origine dans une triple interaction :
- l'opposition directe des impérialismes japonais et russe — ce dernier a pour objectif stratégique d'obtenir un accès permanent à l'océan Pacifique et l'annexion de la Mandchourie et de la Corée ;
- la démarche propre de l'empire du Japon consistant :
  - d'abord à préserver son indépendance et ses intérêts face aux impérialismes européens de plus en plus présents dans la région depuis la seconde moitié du XIXe siècle,
  - ensuite à s'affirmer et à se faire reconnaître en tant que puissance régionale à part entière, c'est-à-dire comme un acteur développant sa propre stratégie impériale et coloniale, notamment à l'égard de la Corée.

## Origines

### Présence russe en Extrême-Orient sibérien

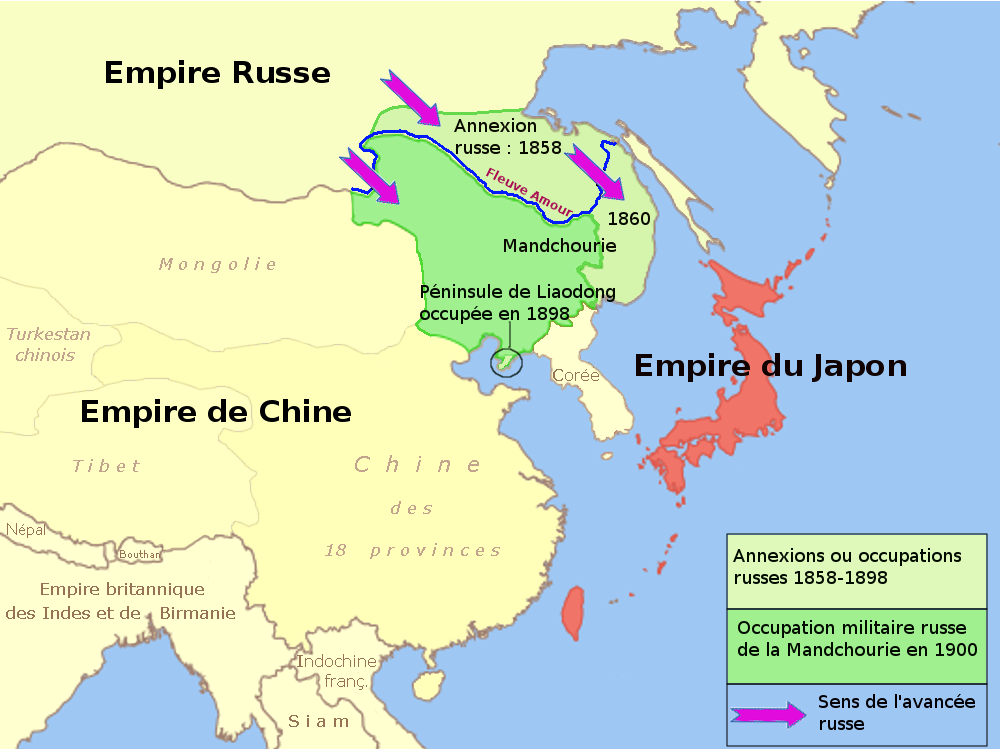
La prise de contrôle russe de la Mandchourie entre 1858 et 1900, cause de la guerre russo-japonaise.

La Russie poursuit son expansion continentale au-delà du lac Baïkal en Extrême-Orient sibérien en atteignant le détroit de Béring en 1648. Cependant, cette expansion est en partie stoppée en 1689 par le traité de Nertchinsk qui est signé avec la Chine de la dynastie des Qing. Ce traité fixe la frontière entre les deux pays sur les monts Stanovoï et le fleuve Argoun. De 1689 à 1725, la Russie prend possession de la presqu'île du Kamtchatka et maîtrise alors tous les rivages continentaux de la mer d'Okhotsk. Cependant, l'extension maximale des glaces océaniques hivernales bloque ces rivages durant plusieurs mois chaque année et ne permet donc pas à la Russie d'avoir un accès libre de glaces toute l'année à l'océan Pacifique.
Pour réaliser cet objectif stratégique traditionnel de sa diplomatie, la Russie doit impérativement disposer d'un accès à la mer du Japon, accès qui lui est refusé durant deux siècles par le traité de Nertchinsk qui a sanctuarisé le bassin du fleuve Amour. Dès le milieu du XVIIIe siècle, la poussée russe reprend dans toute cette zone : installation d'avant-postes militaires, de colons et commerçants, de négociants et trappeurs, etc. dans une région faiblement contrôlée par la Chine, en périphérie du principal territoire mandchou,. Cette période (première moitié du XIXe siècle) correspond aussi au début de l'affaiblissement de la Chine des Qing.
La Russie réalise son objectif d'obtenir un accès à la mer du Japon (et donc de disposer d'une façade maritime en mer libre sur l'océan Pacifique) par le traité d'Aïgoun (1858) et la Première convention de Pékin (1860) conclus avec la Chine. Parallèlement, la Russie négocie avec le Japon au sujet des îles Kouriles et de Sakhaline en concluant les traités de Shimoda (1855) et le traité de Saint-Pétersbourg de 1875, la Russie obtenant ainsi le contrôle de Sakhaline et le Japon celui des îles Kouriles.

### Présence européenne en Extrême-Orient au début duXIXesiècle
L’expansion européenne en Asie s'est d'abord exercée en direction :
- de l'Indochine avec les Français ;
- des Philippines avec les Espagnols[13] ;
- de l'Indonésie avec les Néerlandais[14],[15] ;
- de la Malaisie avec les Britanniques ;
- des Indes avec les Britanniques, les Portugais et les Français[16],[17] ;
- de la Sibérie avec les Russes ;
- et de la manière « essaimée » qui caractérise l'Empire colonial portugais avec ses chapelets de comptoirs installés sur le pourtour du sous-continent Indien, et à travers l'archipel indonésien[18].

La présence européenne en Extrême-Orient se résumait donc essentiellement à la fin du XVIIIe siècle aux :
- Portugais à Macao depuis 1513 (et dans quelques autres ports chinois dont Canton) ;
- Néerlandais cantonnés strictement à l’île de Dejima à partir de 1641, au Japon, depuis le début du XVIIe siècle[20],[21],[22].

### Japon après 1854
À la fin du XIXe siècle, la pénétration rapide des puissances européennes en Asie et dans le Pacifique est perçue comme une menace par les Japonais. En 1854, une escadre américaine de navires de guerre à vapeur commandée par le Commodore Perry débarque au Japon pour y imposer un traité de commerce favorable aux États-Unis. Technologiquement inférieur, le Japon féodal ne peut s'y opposer et subit une humiliation diplomatique qui pèsera lourd dans l'inconscient collectif japonais. Dix ans plus tard, la Royal Navy bombarde Kagoshima pour des raisons similaires et de très jeunes marins japonais, dont Tōgō Heihachirō (futur vainqueur de Tsushima), montés sur des jonques à peine armées, tentent un baroud d'honneur désespéré. C'est pour se préserver de telles incursions que le Japon féodal se lance dans une politique de modernisation militaire (Bakumatsu, prélude à l'ère Meiji).
Toutes les principales puissances européennes sont présentes en Extrême-Orient, la plus dynamique étant le Royaume-Uni tandis que Néerlandais et Portugais se contentent de gérer leurs colonies. Les Espagnols sont évincés des Philippines par les Américains en 1898, les Anglais obtiennent une concession à Hong Kong et les Allemands une concession à Qingdao ; les Français prennent solidement pied en Indochine. Les Russes ne veulent pas se laisser distancer.

### Faiblesse de la Chine des Qing
Avec la dynastie des Qing (1644-1911), « Jamais l'Empire chinois n'a été si vaste, si prospère, si peuplé […] : c'est la pax sinica, de 1683 à 1830 environ. Puis la corruption, les eunuques, les sociétés secrètes, les étrangers (Anglais, Français, Russes d'abord — Allemands, Japonais, ensuite) minent les assises de la dynastie. Le traité de Nankin (ouverture de cinq ports et cession de Hong Kong au Royaume-Uni, 1842) inaugure l'ère des traités inégaux ». Mais surtout, la guerre civile dite des Taiping en raison de sa durée (1851-1864) et surtout de l'ampleur des pertes (une vingtaine de millions de morts,) affaiblit considérablement l'Empire. Enfin, « Deux guerres perdues, contre la France (1883-1885) et le Japon (1894-1895), la défaite des Boxers » (1899-1901) montrent la faiblesse de la Chine de l'impératrice Cixi (1835-1908).

## Contexte

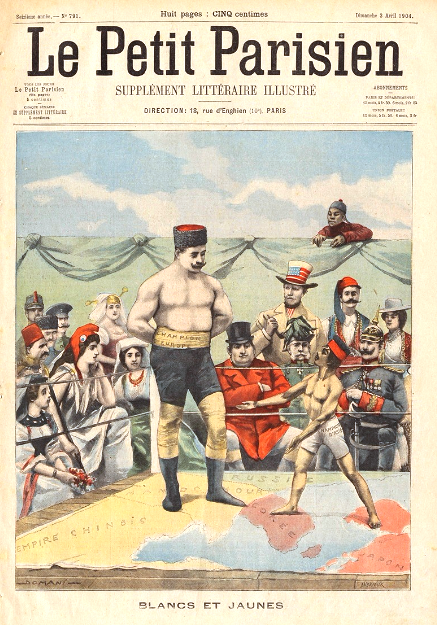
Blancs et Jaunes, caricature de la guerre (couverture du Petit Parisien illustré du 3 avril 1904).

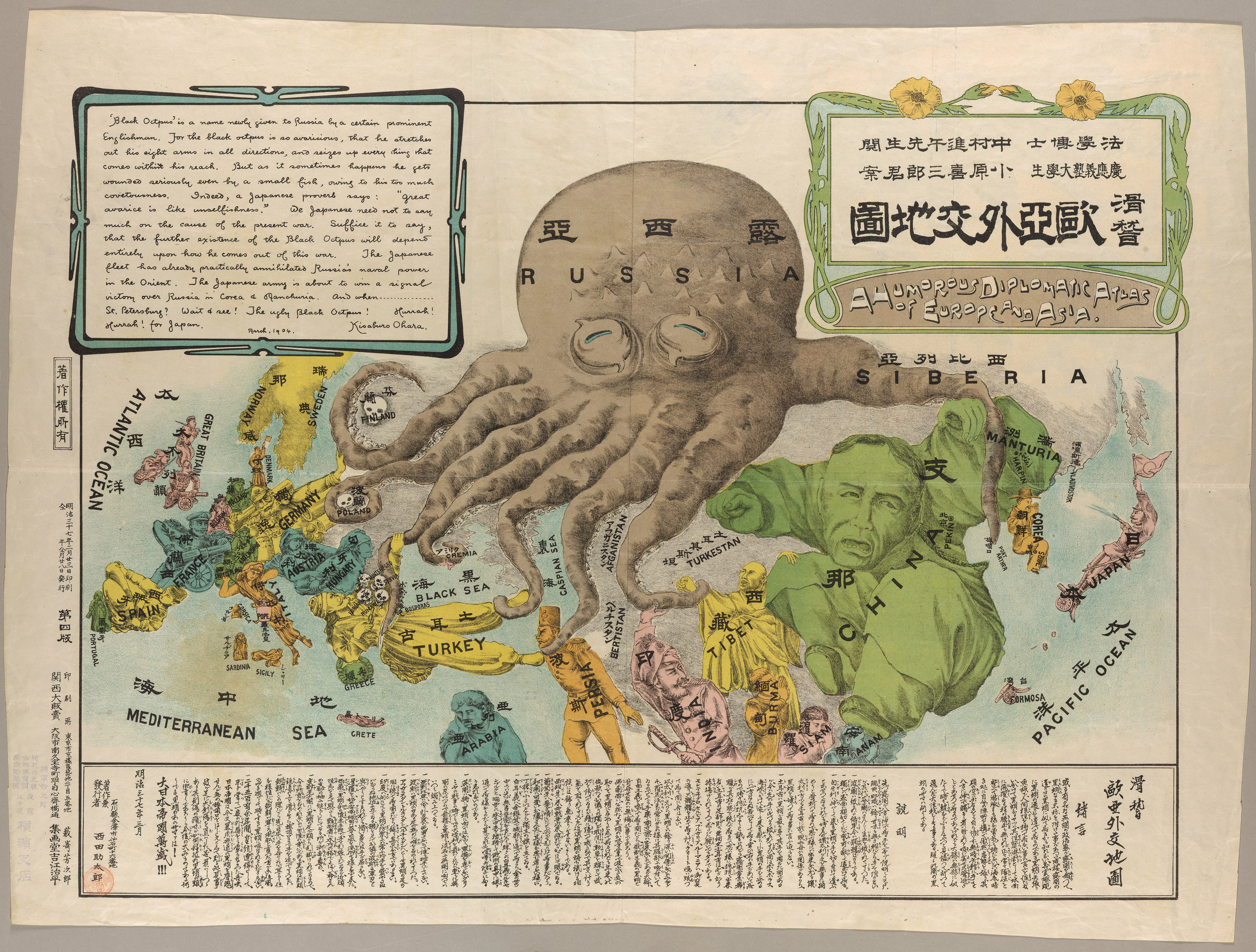
Carte satirique de 1904 par Kisaburo Ohara, représentant la Russie sous la forme d'une pieuvre aux tentacules mortels.

Le contexte général de cette guerre est une course de vitesse entre deux empires pour le contrôle de la Mandchourie et de la Corée, État indépendant en pleine décadence.
La construction du Transsibérien jusqu'à Vladivostok permet à l'armée impériale russe d'acheminer rapidement des troupes en Mandchourie, de disposer d'un port ouvert en permanence sur le Pacifique et de peser immédiatement sur la Chine et la Corée afin d'obtenir avantages et concessions. À partir des années 1880, les Japonais veulent éviter à tout prix que la Corée ne tombe sous la domination d'une puissance européenne ou de la Chine. La convention de Tientsin (18 avril 1885) signée entre la Chine et le Japon garantit une indépendance relative de la Corée.
En effet, en même temps qu'il devenait un État moderne, le Japon était amené à une politique d'expansion. Des raisons économiques poussent le Japon à convoiter la Corée, riche de minerai de fer et terre du riz. Le Japon obtient donc le droit de faire du commerce en Corée en 1876 et, depuis la convention de Tientsin, d'y intervenir.
Le prétexte de l'intervention japonaise sera trouvé lors de troubles survenus en Corée en 1894. Les Japonais occupent Séoul, provoquant la déclaration de guerre de la Chine au Japon, le 1er août 1894.
En 1894 et 1895, cette guerre se déroule entre la Chine et le Japon au sujet précisément du contrôle de la Corée. Le déroulement de la guerre choque les opinions européennes par sa cruauté. Le traité de Shimonoseki (17 avril 1895) consacre la victoire japonaise. Ce traité réitère la garantie de l'« indépendance » coréenne, mais octroie aussi au Japon la presqu'île du Liaodong (qui comprend Port-Arthur), territoire chinois au sud de la Mandchourie.
Les Russes, mécontents de l'avancée de l'influence japonaise, font alors pression sur le Japon pour qu'il rétrocède ce gain territorial par l'accord de la triple intervention menée conjointement par l'Empire allemand, la France et la Russie. Les autres puissances comme la Grande-Bretagne ou les États-Unis, auprès desquelles le Japon cherche un soutien, recommandent la prudence à Tokyo. Finalement, le Japon doit non seulement céder, en recevant des indemnités, mais constate dans les mois et années qui suivent une augmentation constante de la présence russe tant en Corée qu'en Mandchourie : construction du « Transmandchourien » d'Irkoutsk à Vladivostok (1896), concession d'exploitation de la péninsule de Liaodang accordée par la Chine à la Russie (1898), protectorat de la Mandchourie obtenue par la Russie après l'écrasement de la révolte des Boxers chinois (1900), écrasement auquel les Japonais avaient aussi fortement contribué.
Pour faire face à ce qu'il considère comme une dangereuse menace, le Japon décide de multiplier par 4 à 5 son budget militaire afin de doubler ses effectifs et de faire de sa flotte la première de la zone asiatique du Pacifique. Les officiers de la marine japonaise étaient déjà formés par la Grande-Bretagne, et sur le plan diplomatique, le Japon obtient le 30 janvier 1902 le soutien de l'Angleterre. En octobre 1903, les Russes exigent des Chinois de nouveaux avantages pour respecter les termes d'un accord conclu le 8 avril 1902 entre Saint-Pétersbourg et Pékin. La suspension, en avril 1903, de l'engagement pris par la Russie dans le cadre de cet accord d'évacuer ses troupes par étapes de Mandchourie met le feu aux poudres.
L'historien Georges Sokoloff attribue une cause interne à l'Empire russe quant à sa participation au conflit. Selon lui, il s'agissait pour l'appareil d'État et le tsar Nicolas II de prendre part à un conflit armé contre ceux qu'il appelle « les macaques » et dont l'armée russe ressortirait victorieuse afin d'unifier les populations de l'Empire autour d'un tsar triomphant, alors que la Russie connaît une prospérité économique majeure mais aussi des tensions sociales croissantes tournées contre le régime (cf. les actions des socialistes révolutionnaires recourant parfois aux attentats),.

## Autres présences militaires sur le théâtre d'opérations

### Volontaires monténégrins dans les forces russes
Solidaire de l'Empire russe, qui lui a permis d'obtenir son indépendance à l'issue de la guerre de 1877-1878, la principauté du Monténégro déclare la guerre à l'empire du Japon. Si l'existence d'une telle déclaration de guerre est remise en cause par des historiens comme Novak Ražnatović, il n'en demeure pas moins que des dizaines de volontaires monténégrins (parmi lesquels Anto Gvozdenović (en), Jovan Popović-Lipovac (sr), Andrija Bakić (en), Lekso Saičić (sr) et Filip Mirov Radulović (sr)) ont pris part au conflit. Ainsi, lorsque le Monténégro est redevenu indépendant en juin 2006, une délégation japonaise, conduite par la vice-ministre des Affaires étrangères Akiko Yamanaka, s'est rendue dans le pays à la fois pour reconnaître son indépendance et pour mettre officiellement fin à un état de guerre qui durait techniquement depuis 102 ans (la principauté du Monténégro n'ayant pas été mentionnée au moment de la signature du traité de paix de Portsmouth).

### Mission militaire française auprès des belligérants
Le gouvernement français détache en Mandchourie, au titre d'officiers étrangers observateurs, le général Oscar de Négrier, le colonel Lombard, le colonel Charles Corvisart, le capitaine Payeur, et le capitaine Charles-Émile Bertin pour suivre les opérations militaires japonaises pendant la période du 1er avril 1904 jusqu'à la conclusion de la paix. Une mission similaire est envoyée du côté russe. Le capitaine Charles Bertin ne rentre en France que le 22 janvier 1906.

### Mission militaire britannique auprès des belligérants
Le Royaume-Uni détache Somerset Gough-Calthorpe au titre d'attaché naval observant les actions de la Marine impériale russe. De 1904 à 1905, William Nicholson est attaché militaire en chef auprès de l'armée impériale japonaise en Mandchourie, et Richard Bannatine-Allason est nommé au poste d'observateur. Il en va de même pour Ernest Troubridge nommé attaché naval au Japon où il est témoin de la bataille de Chemulpo puis du débarquement à Port-Arthur.

### Mission militaire argentine auprès du Japon
En 1904, Manuel Domecq García est nommé observateur et ne regagne l’Argentine qu’en mai 1906, soit près de deux ans après son arrivée au Japon.

## Déroulement

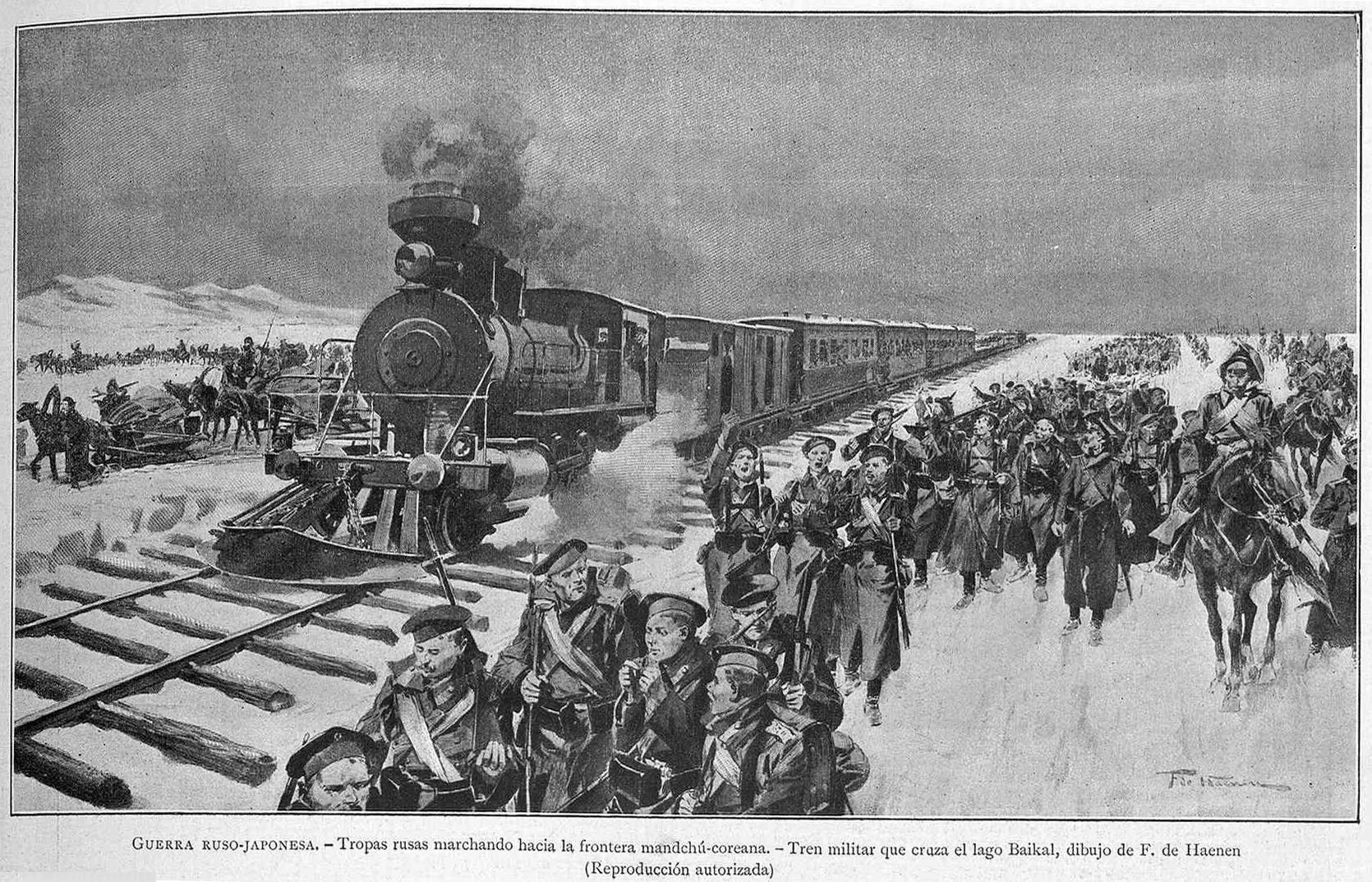
Frédéric de Haenen : Troupes russes marchant vers la frontière mandchoue (1904)

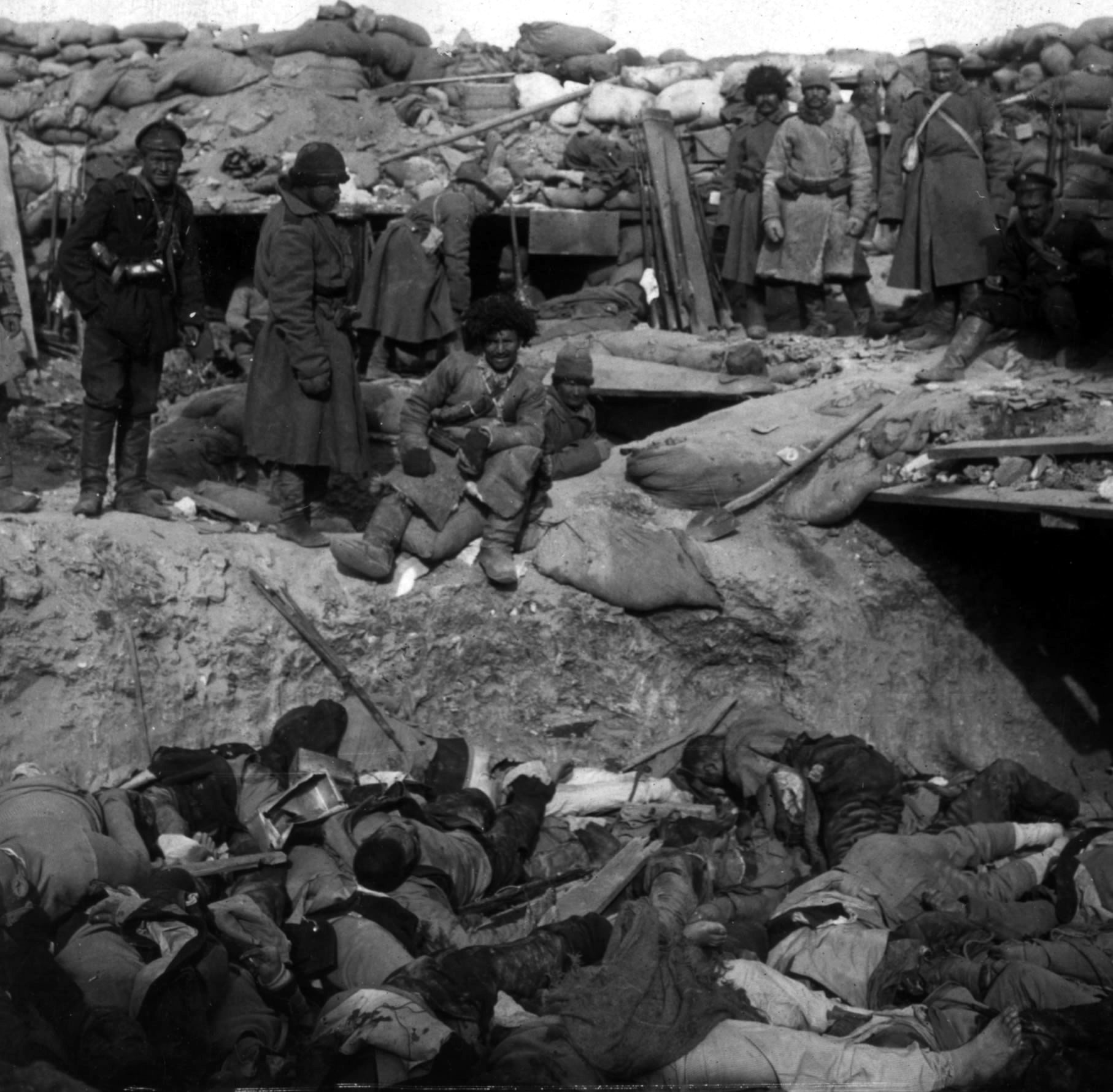
Soldats russes observant des militaires japonais tués dans leurs tranchées. Quoique vainqueur, le Japon eut à souffrir plus de pertes humaines que son adversaire.

Les raisons immédiates de ce conflit étaient le contrôle de la Corée et de la Mandchourie, donc de leurs nombreuses ressources minières, ainsi que la construction du Transmandchourien qui permettait aux Russes de raccourcir le trajet d'Irkoutsk à Vladivostok.
En 1904, le Transsibérien circule, mais les communications sont déficientes dans la partie extrême-orientale de l'Empire russe. Ainsi n'est-il pas tout à fait opérationnel autour du lac Baïkal. Les forces armées russes se retrouvent en nombre inférieur face aux forces terrestres grandissantes du Japon impérial dans la zone. Les forces russes qui sont sur place sont, en outre, mal ravitaillées, isolées et éloignées de leurs bases ou de leurs forces arrières, ainsi que les unes des autres.
Le 13 janvier 1904, le Japon adresse un ultimatum à la Russie au sujet de la Mandchourie. N'ayant pas obtenu de réponse, le Japon attaque par surprise l'escadre navale de Port-Arthur le 8 février 1904 ( à noter que l’armée japonaise s’est procurée les plans de Port-Arthur grâce à l’espion britannique Sydney Reilly ce qui a permis à la flotte nipponne d’éviter des mines près de la ville). L'empereur du Japon déclare la guerre à la Russie le 10 février. En mars, les forces armées du Japon débarquent en Corée et conquièrent rapidement le pays. Elles exploitent leur avancée et mettent le siège devant Port-Arthur en août 1904. Les Russes, quant à eux, se replient sur Moukden (actuel Shenyang). Ils reprennent l'initiative en octobre grâce aux renforts venus par le Transsibérien, mais un commandement incompétent fait échouer les attaques. Port-Arthur capitule en janvier 1905. La ville de Moukden tombe après une bataille meurtrière au mois de mars. Les combats terrestres, qui ont été acharnés et extrêmement meurtriers de part et d'autre (71 000 morts russes et 85 000 morts japonais) sont alors terminés : les Russes n'ont plus de réserves à faire parvenir en Extrême-Orient.
C'est cependant sur mer que les Japonais avec les navires d'Émile Bertin vont porter l'estocade aux forces militaires russes lors de la bataille de Tsushima du 27 au 29 mai 1905, bataille au cours de laquelle la flotte russe de la Baltique, composée de 45 navires et qui devait secourir Port-Arthur, est envoyée par le fond.

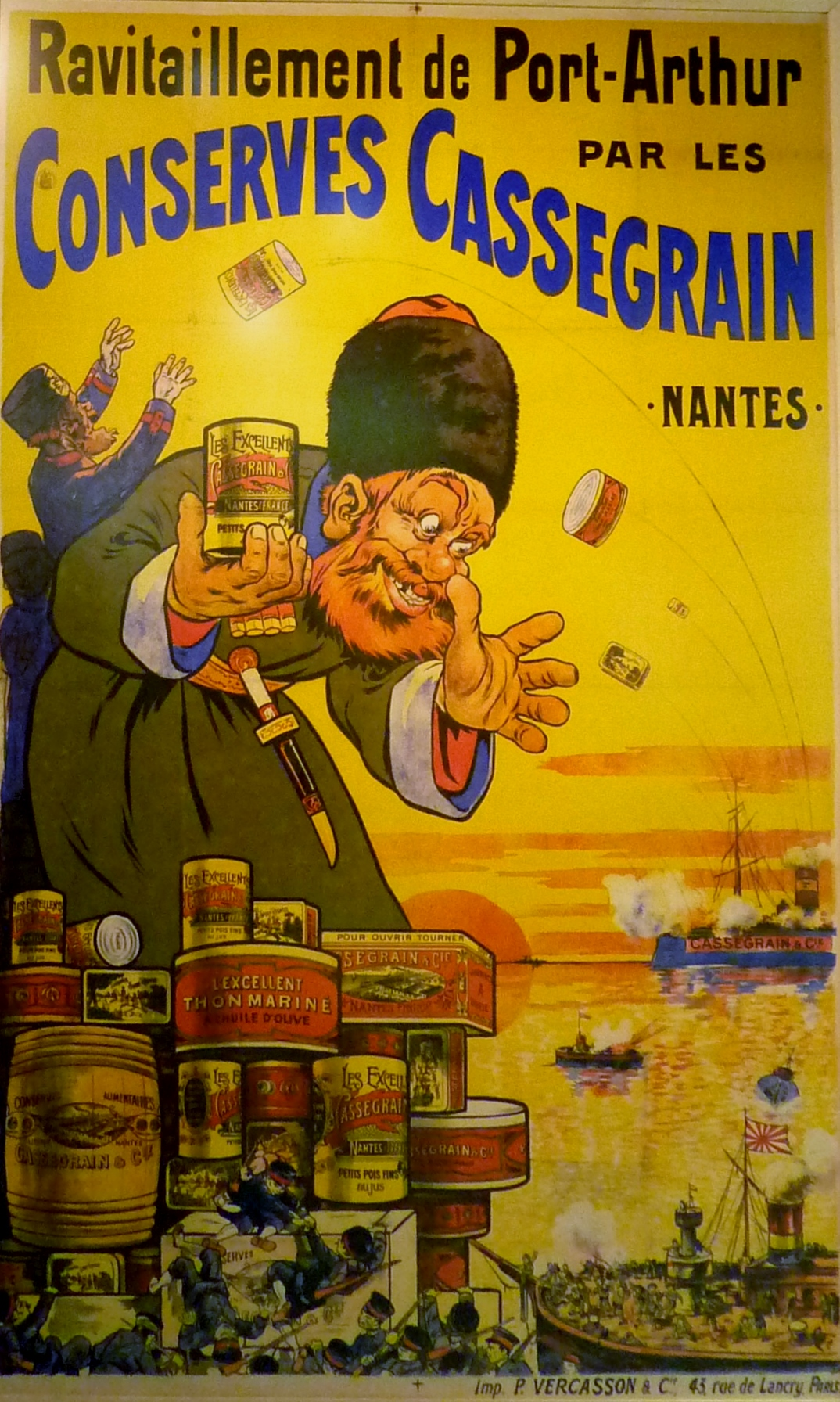
Eugène Ogé : Publicité Cassegrain (Le ravitaillement de Port-Arthur par les conserves), 1905

## Dénouement
L'impopularité de la guerre en Russie oblige l'empereur à demander l'ouverture de négociations de paix. De plus, la Russie est en proie à de graves difficultés intérieures : la révolution de 1905. Les négociations se tiennent à Portsmouth aux États-Unis, en présence de Theodore Roosevelt, alors président des États-Unis. Serge Witte, Premier ministre et négociateur russe, doit accepter la cession au Japon de la Corée, de la région de Port-Arthur et d'une partie de Sakhaline (au nord de Hokkaidō). Les Russes doivent aussi évacuer la Mandchourie du Sud, laquelle est rendue à la Chine.
Dans les temps modernes, ce conflit est la première guerre perdue par une puissance européenne face à une puissance asiatique,,.

## Conséquences
Ce conflit, excentré et exotique par rapport aux rivalités directes entre nations européennes, se révèle lourd de conséquences pour l'avenir :
- l'entrée simultanée des États-Unis et du Japon comme grandes puissances en Asie, dans la perspective de leur rivalité ultérieure ;
- les premiers signes de vacillement de la Russie tsariste ;
- le constat de la faiblesse de l'appareil militaire russe dans la perspective des alliances européennes, en particulier de l'alliance franco-russe ;
- le Japon est la première nation non européenne à entrer dans le cercle des grandes puissances. Ceci lui permettra d'utiliser à son avantage le ressentiment des peuples colonisés d'Asie tout en développant sa propre politique coloniale et impérialiste. Sa victoire encouragea les nationalistes asiatiques qui suscitèrent des troubles en Inde (1906-1907) et en Indochine (1908). Elle permit au Japon d'étendre son protectorat en Corée qu'il annexe en 1910. D'autre part, sa politique d'investissements en Chine commença à inquiéter les États-Unis.

### Perspectives

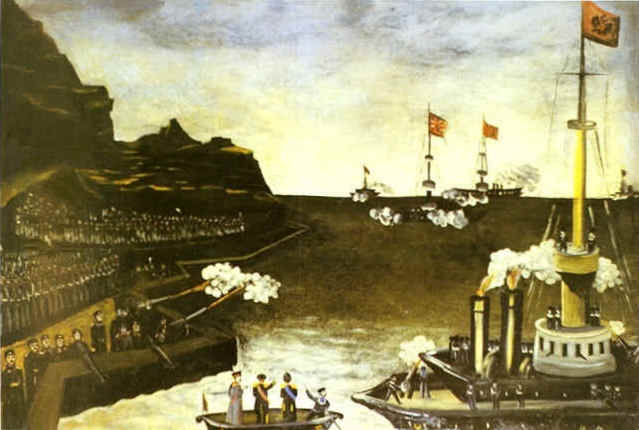
La guerre russo-japonaise, vue par le peintre géorgien Niko Pirosmani.

Dans la perspective strictement chronologique, la courte mais meurtrière guerre russo-japonaise (1904-1905) ouvre le chapitre des guerres du XXe siècle pour la première moitié de ce siècle, tant sur les plans tactique et stratégique que sur le plan politique. La modernisation accélérée du Japon lui offre les moyens de jouer à armes égales avec les puissances occidentales, déployant sa propre politique de type colonial sur le modèle européen. Le prélude de ce développement s'est produit lors de sa participation aux interventions en Chine puis à la guerre sino-japonaise (1894-1895) qui lui a permis d'annexer Formose (aujourd'hui Taïwan).
La guerre russo-japonaise se fit à travers deux batailles : la bataille navale de Tsushima, où l'escadre russe de la Baltique cherchant à atteindre Vladivostok fut détruite en quelques heures (27-28 mai 1905) et la bataille terrestre de Port-Arthur (port et territoire chinois cédé à bail à la Russie en 1898, comme Weihaiwei au Royaume-Uni la même année). Cette stratégie consiste à détruire le fer de lance de la flotte adverse pour obtenir la maîtrise des mers et ensuite procéder à des opérations amphibies et établir des têtes de pont pour engager des combats terrestres. Cette stratégie et cet ordre de bataille furent en vigueur pour les deux guerres mondiales avec le remplacement des cuirassés par des porte-avions qui accompagnèrent la maîtrise des mers par la maîtrise de l'air, sans laquelle les combats terrestres et navals sont voués à l'échec.
La rivalité entre le Japon et la Russie pour l'annexion de la Mandchourie a conduit à cette première guerre du XXe siècle, avant-première de la Première Guerre mondiale (1914-1918). La tactique utilisée est celle des poids légers, qui ont une faible capacité de résistance et qui recherchent donc une bataille décisive aux premiers moments. Après une longue période d'observation, l'attaque, qui peut profiter de l'effet de surprise, est fulgurante et décisive. C'est une tactique typiquement japonaise que l'on retrouve dans les sports de combat comme le kendō (littéralement la « voie du sabre » ou l'escrime à la manière japonaise) et le judo (la « voie de la souplesse »). On retrouvera cette approche pendant la Seconde Guerre mondiale dans le Pacifique et dans le Sud-Est asiatique pendant la campagne Birmanie-Chine-Inde.
L'innovation technologique dans les combats terrestres et navals de la guerre russo-japonaise est l'emploi par les Japonais de la TSF (en mer) et du téléphone (dans les combats terrestres) pour coordonner les manœuvres des unités combattantes. La guerre russo-japonaise préfigure la Première Guerre mondiale dans l'emploi des mitrailleuses à terre et des cuirassés en mer. Chaque mitrailleuse valait en densité et puissance de feu quelques dizaines de fusils à répétition et les mitrailleuses furent utilisées par les Japonais en postes mobiles pour suivre la progression de l'infanterie comme un support de feu en ramollissant les défenses adverses dans l'offensive et en cassant l'élan de l'assaut adverse dans la défensive. Les mitrailleuses japonaises ont été utilisées comme appui-feu et protection de l’infanterie, en contraste avec la doctrine militaire allemande où une mitrailleuse est considérée comme une pièce d’artillerie protégée par l’infanterie. Plusieurs grandes manœuvres avaient été conduites en Russie avant le conflit en soulignant les faiblesses russes et en faisant des recommandations qui n'eurent pas de suite.
Malgré la révolution russe et la Seconde Guerre mondiale, l'URSS garda un ressentiment antijaponais très fort : à la conférence de Yalta, en février 1945, Franklin Delano Roosevelt accepta la demande de Staline d'entrer en guerre contre le Japon en invoquant le prétexte de « l'attaque traîtresse du Japon contre la Russie en 1904 »[réf. nécessaire]. Mais d'autres historiens[Qui ?] considèrent que c'est la partie américaine qui demanda aux Soviétiques d'entrer en guerre contre le Japon pour accélérer sa défaite et éviter un trop grand nombre de victimes parmi les soldats américains. Les deux explications sont d'ailleurs compatibles. 

## Dans les arts et la culture populaire

### Filmographie

#### Cinéma
- 1934 : La Bataille de Nicolas Farkas et Victor Tourjansk.
- 1936 : Port-Arthur de Nicolas Farkas.
- 1946 : Le Croiseur Variague de Viktor Eisymont[43],[44]
- 1957 : L'Empereur Meiji et la Guerre russo-japonaise de Kunio Watanabe.
- 1980 : 203 kōchi de Toshio Masuda.

#### Télévision

##### Série
- 2009 :Saka no ue no kumo (en), Cloud (or Clouds) over the slope de Takeshi Shibata, Mikio Satō et Taku Katō.

### Littérature

#### Roman
- 1907 : Les Onze Mille Verges de Guillaume Apollinaire, le héros se retrouve au siège de Port-Arthur.

- 1909 : La Bataille de Claude Farrère évoque à la fois la transformation du Japon, la coexistence de techniques modernes avec la culture traditionnelle, l'espionnage et les relations internationales, la bataille de Tsushima qui en résulte, du point de vue d'un artiste français séjournant au Japon sur le yacht d'une riche Américaine qui ne comprend rien à ce qu'elle voit.

## Chronologie

### 1904

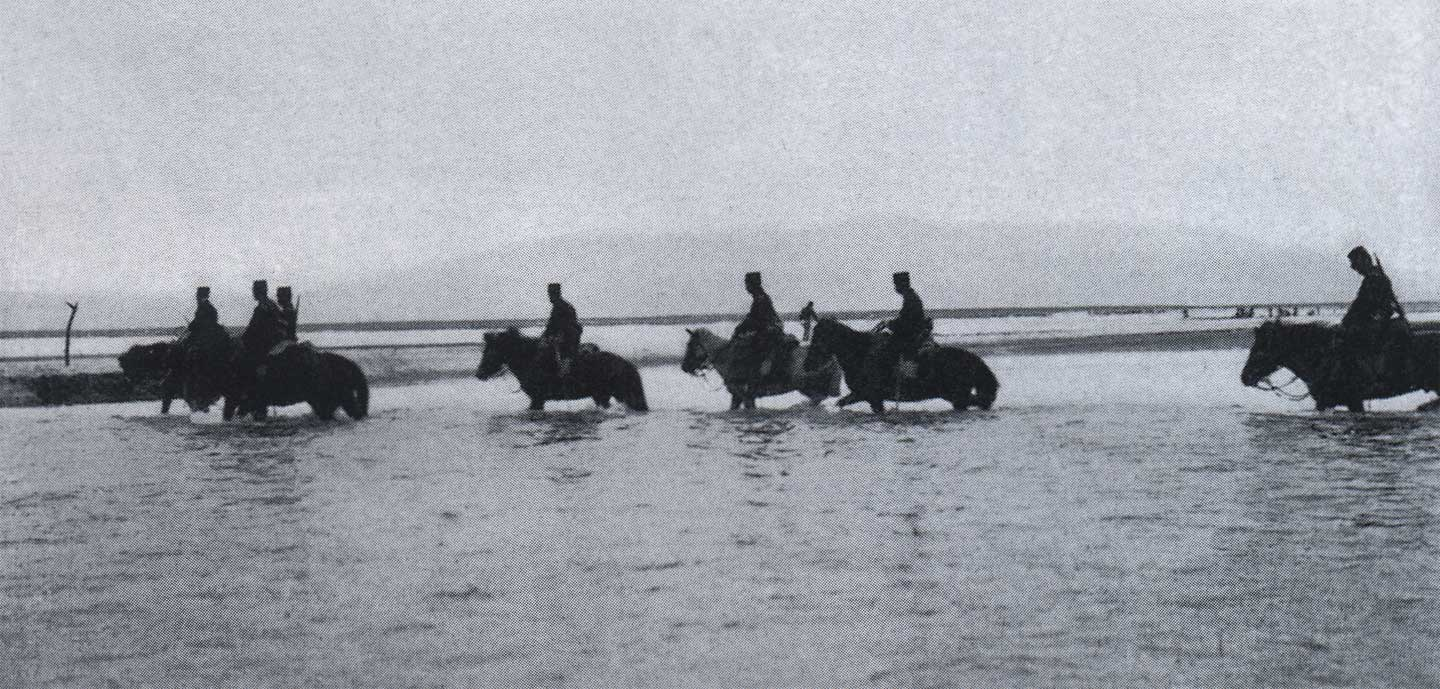
La cavalerie japonaise franchissant le Yalou, 1904.

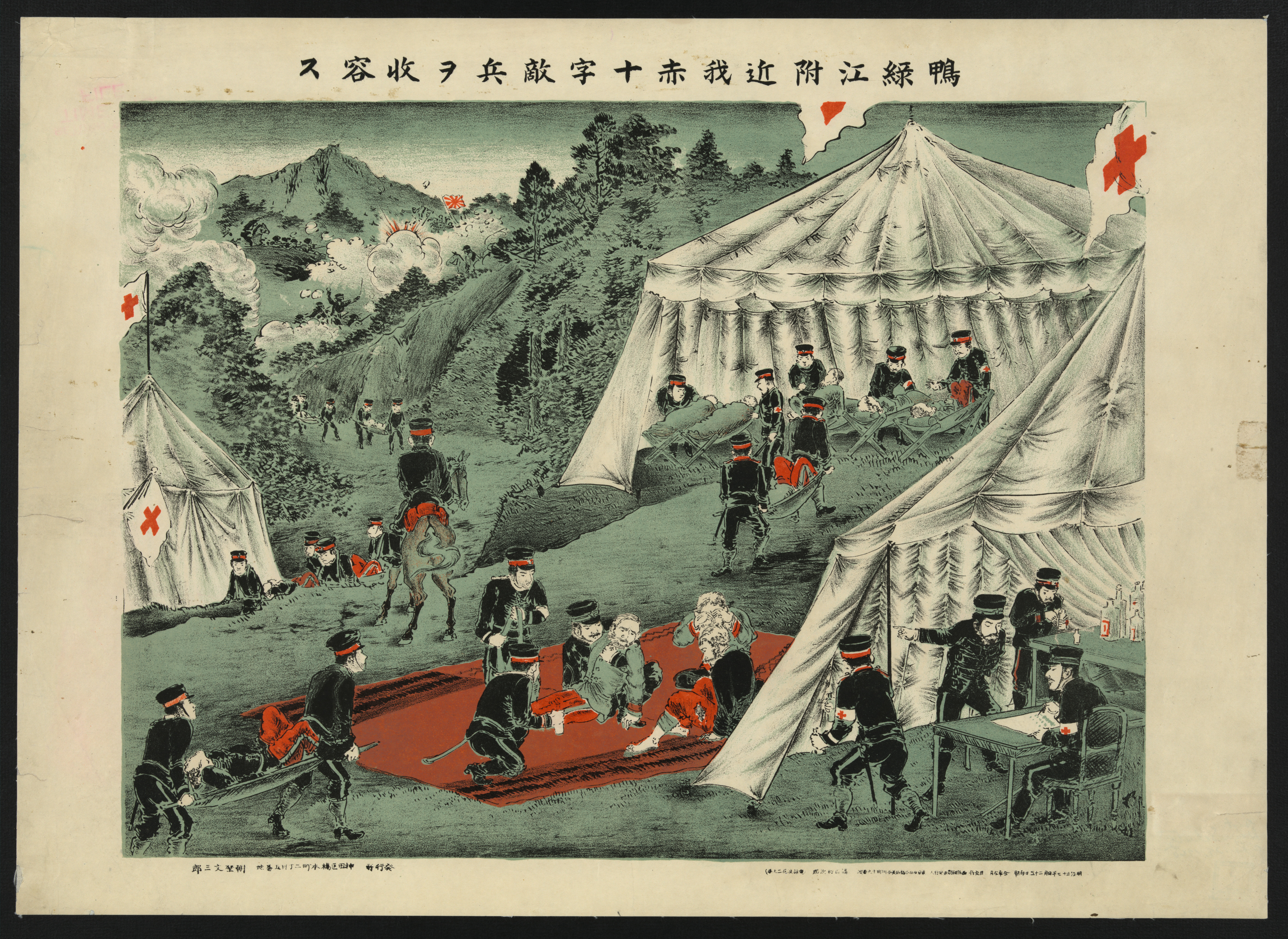
Personnel de la Croix-Rouge japonaise soignant des blessés russes et japonais près du fleuve Yalou en avril 1904.

#### Février
- 5. Rupture des relations diplomatiques par le Japon.
- 8. Les torpilleurs japonais attaquent la flotte russe à Port-Arthur.
- 8-9. Combat naval à Tchemulpo, destruction de deux navires russes (le Varyag et le Koreetz).
- 8-9. Des troupes japonaises débarquent en Corée.

#### Mars
- 6. La flotte japonaise bombarde Vladivostok.
- 9. Combat naval devant Port-Arthur. Un navire russe sombre.
- 21. La flotte japonaise bombarde Port-Arthur.

#### Avril
- 6. Occupation de Wijou par les Nippons. Retraite des Russes derrière le Yalou.
- 26. Destruction d’un transport japonais par deux torpilleurs russes.

#### Mai
- 1. Passage du Yalou par le général Kuroki. Bataille de Kialientze.
- 2. Quatrième essai d’embouteillage de Port-Arthur, partiellement réussi.
- 4. Débarquement de l’armée de Yasukata Oku dans le Liao-Toung.

#### Juin
- 15. Le détachement de Stackelberg est défait par Oku à Vafangou.
- 16. Troisième sortie de l’escadre de Vladivostok. Elle détruit deux transports japonais dans le détroit de Corée.
- 27. Prise des défilés de Motienling, de Fen-choui-ling et de Taling par les Japonais.

#### Juillet
- 3-4-5. Refoulement des Russes sur Port-Arthur par l’armée du général Nogi.
- 17. Les Russes contre-attaquent sur le défilé de Motien-ling.
- 31. Les Japonais font une offensive en Mandchourie et investissent Port-Arthur.

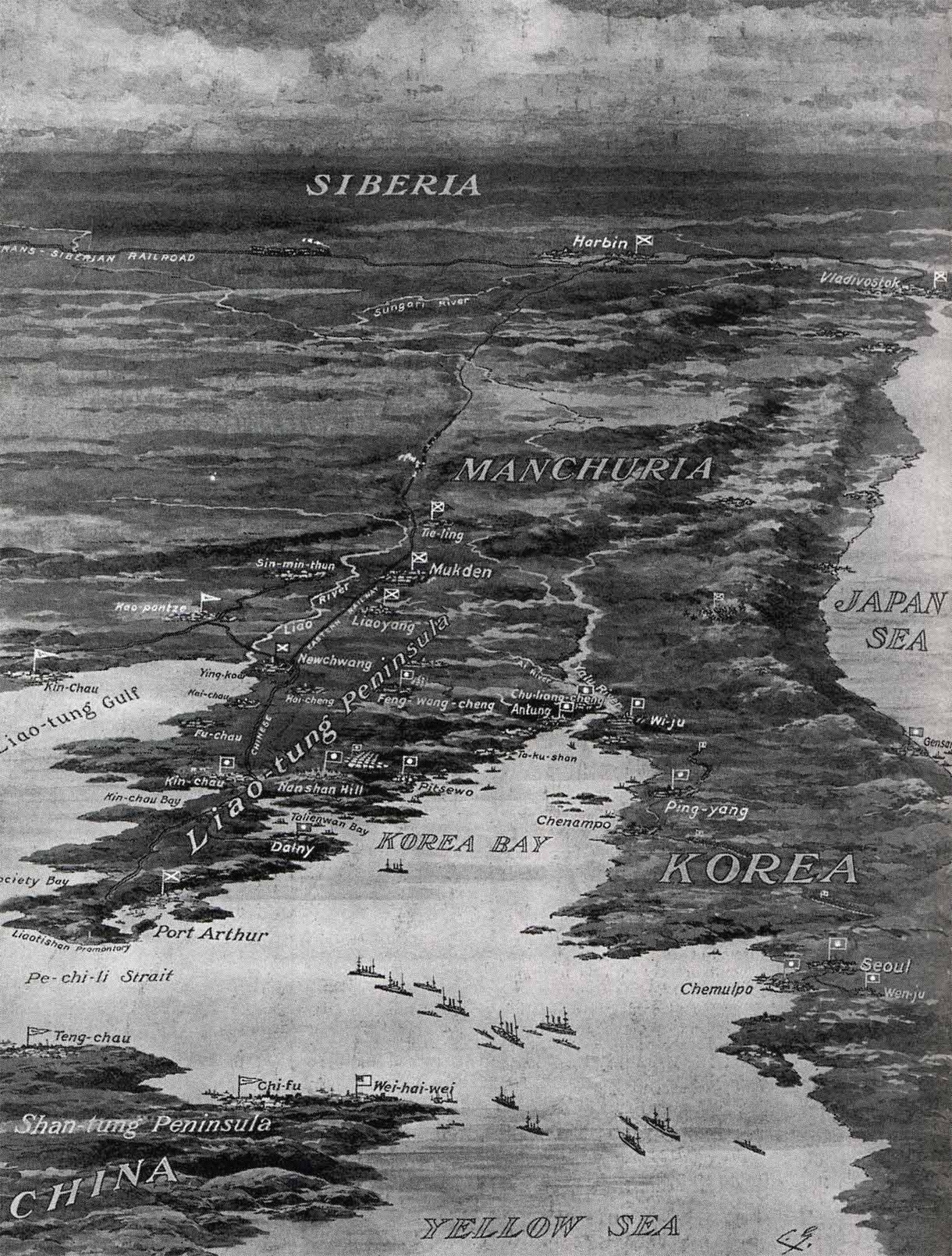
Carte de la campagne avec la ligne de communication Port-Arthur (mer Jaune) et Herbin (Sibérie).

#### Août
- 10. Combat naval entre la flotte de Port-Arthur et les Japonais.
- 14. Combat naval entre l’escadre de Kamimura et celle de Vladivostok.
- 19. Grosses pertes pour les Japonais lors d’un assaut sans résultat de Port-Arthur.

#### Septembre
- 3. Retraite russe.
- 4. Entrée à Liao-Yang des Japonais.

#### Octobre
- 9. Début de la bataille du Cha-Ho.
- 11. Départ de la Baltique de la « Deuxième escadre du Pacifique ».
- 12-14. Arrêt de l’offensive japonaise par les forces russes.
- 21 : incident du Dogger Bank.

#### Novembre
- 26. Les Japonais prennent la contrescarpe d’Eurlung.

#### Décembre
- 3. La flotte japonaise bombarde la flotte russe devant la rade de Port-Arthur. Les navires russes sont presque tous détruits.
- 18-28-29. Les Japonais prennent successivement plusieurs forts qui assuraient la protection de Port-Arthur.

### 1905

#### Janvier
- 1-2. Port-Arthur capitule.
- 22. « Dimanche rouge » à Saint-Pétersbourg. Début de la révolution de 1905 en Russie.
- 25 au 29. Bataille de Heï-Kou-Taï.

#### Février
- 23. Commencement de la bataille de Moukden.

#### Mars
- 10. Entrée des Japonais à Moukden.
- 20. Le commandement de la première armée est pris par Kouropatkine.

#### Mai
- 8. Jonction des deux escadres du Pacifique.
- 27-28. Bataille navale de Tsushima. Victoire japonaise.

#### Juin
- 8. Invitation de la Russie et du Japon à négocier par le président Theodore Roosevelt.
- 10. Le Japon accepte.
- 14. La Russie accepte.

#### Juillet
- 7. Débarquement des forces japonaises sur l’île de Sakhaline.
- 31. Capitulation russe sur Sakhaline.

#### Août
- 5. Rencontre des plénipotentiaires russes et Japonais à Oyster-Bay.
- 29. L’accord est conclu.

#### Septembre
- 5. Signature définitive du Traité de Portsmouth.

#### Octobre
- 17. Manifeste d'octobre en Russie.